# Croce ugonotta

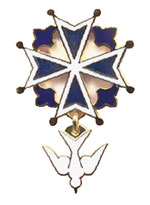
Croce ugonotta

Croce ugonotta

La croce ugonotta è un simbolo religioso cristiano affermatosi prima in Francia e poi nel resto d'Europa come uno dei segni distintivi più popolari della fede evangelica riformata. La si ritrova oggi prevalentemente (d'oro o d'argento) in collane e distintivi, come pure a stampa, intarsiata su pulpiti e apposta a edifici di chiese evangeliche, come affermazione dell'identità protestante.
In seguito adottato anche da altre correnti del Protestantesimo, originalmente diventa il segno distintivo dei protestanti francesi (gli Ugonotti) non molto dopo la revoca dell'Editto di Nantes, avvenuta nel 1685 con l'Editto di Fontainebleau. Lo si ritrova oggi nel logo ufficiale della Chiesa Riformata di Francia. Si ritiene che la prima croce ugonotta sia stata disegnata e prodotta come gioiello da un certo orafo Mystre di Nîmes nel 1688. Permetteva a chi la portava di affermare pure la sua fedeltà alla corona francese ("mal consigliata") e quindi allo stato ("I protestanti vogliono essere cittadini fedeli e, al tempo stesso, testimoni di una fede autenticamente evangelica").

## Simbologia
La simbologia della croce ugonotta è molto ricca:
- La croce, simbolo eminentemente cristiano, rammenta la morte di Gesù Cristo, ma anche la Sua vittoria sulla morte e sull'empietà. Qui è presentata in modo simile alla croce di Malta: quattro triangoli isosceli che si incontrano al centro. Le braccia simboleggiano anche i quattro vangeli.
- Ogni triangolo presenta nei suoi due angoli esterni dei punti rotondi (è "fioronata"). Questi punti sono considerati significare le otto beatitudini di Matteo 5:3-10, regola di vita del cristiano (il testo del vangelo mette pure l'accento sulle persecuzioni che subisce a causa della sua fede).
- Fra i bracci della croce compare il giglio tripartito di Francia che, oltre a significare araldicamente l'identità francese, rappresenta la Trinità. Il giglio è anche simbolo di purezza.
- Questi gigli formano un cerchio che, stilizzato, rammenta la corona di spine posta sul capo di Cristo che, intersecando la croce, rivelano la forma di quattro cuori. Sono simbolo della sofferenza di Cristo e dei cristiani che Lo seguono sospinti dall'amore per Lui.
- Sospesa al triangolo inferiore da un anello d'oro vi è appesa una colomba con ali distese che scende dall'alto verso il basso, a significare lo Spirito Santo. Nei tempi di persecuzione, la colomba era sostituita da una perla a simboleggiare una lacrima.

## Precedenti e leggende
La croce ugonotta imita la croce dell'Ordine dello Spirito Santo. Essa trova dei precedenti nel simbolo dei Cavalieri di S. Giovanni, pure conosciuti come i Cavalieri di Malta, un ordine religioso di crociati fondato a Gerusalemme nel VII secolo d.C. Nel 1308 essi occupano l'isola di Rodi dopo la caduta degli stati crociati e nel 1530 formano l'ordine dei Cavalieri di Malta dopo che Rodi cade sotto il controllo dei turchi ottomani. Vivono così per 4 secoli sull'isola di Malta, da cui il nome Croce di Malta per la sua parte centrale. La Croce di Malta è generalmente associata con il fuoco ed è, in molti paesi, simbolo della protezione dei pompieri.
Altri predecessori della Croce ugonotta includono la cosiddetta Croce della Linguadoca e l'Ordine dello Spirito Santo, che Enrico III stabilisce il 31 dicembre 1578. Era in Francia l'ordine più esclusivo fino al 1789. Poiché i suoi membri, regali inclusi, ricevevano l'onorificenza della Croce del Santo Spirito che pendeva da un nastro azzurro, essi erano chiamati i "nastri azzurri". I sontuosi banchetti che accompagnavano le loro cerimonie, diventano leggendari per la raffinatezza dei cibi che vi venivano serviti, tanto che il "Nastro azzurro" ancora oggi è un premio di eccellenza culinaria.
Si racconta una storia (forse leggendaria) di quattro giovani coppie ugonotte che dovevano sposarsi nelle Cévennes quando appaiono i temibili soldati dragoni francesi. Due delle coppie di fidanzati sono arrestate e viene data loro la scelta: rinunciare alla loro fede protestante, o morire sul rogo. Si rifiutano di rinnegare la loro fede e tutti e quattro vengono bruciati a morte mentre cantano dei Salmi. Per commemorare la loro morte gloriosa, un orafo di Nîmes produce un medaglione. Il nucleo è simile alla Croce di Malta, i quattro bracci sono legati con un "cerchio" più piccolo, a significare il fuoco che li ha uniti. Lo spazio fra i bracci è fatto a forma di cuore, per rammentare l'amore che unisce queste coppie che, fedeli alla loro fede, sono bruciate sul rogo proprio il giorno in cui si sarebbero dovute sposare.
La Croce ugonotta, con il suo ricco simbolismo, è spesso portata dai discendenti stessi degli Ugonotti e può essere vista ai raduni degli Ugonotti e dei Valdesi emigrati nel mondo intero.

## Araldica
Alcune delle città e dei comuni francesi dominati dagli Ugonotti utilizzano ancora oggi la croce ugonotta come simbolo araldico.

Emblema di Saint-Mards-en-Othe
Emblema di Le Chefresne
Croce ugonotta priva della colomba pendente (Ratzwiller, Francia)